# Fabula
Fabula – niemieckie czasopismo bajkoznawcze ukazujące się w Berlinie od 1957 roku. Przez długi czas redaktorem naczelnym był Kurt Ranke – profesor uniwersytetu w Getyndze. W skład pierwszego komitetu redakcyjnego wchodzili Walter Anderson, L. Bødker (Dania), R. Th. Christiansen (Norwegia), G. Ortutay (Węgry), A. Taylor (USA) i S. Thompsorn (USA). Pismo, oprócz materiałów w języku angielskim, niemieckim i francuskim, zamieszcza rozprawy, przyczynki, recenzje i komunikaty o pracach w toku.